# Calanthe calanthoides
Calanthe calanthoides là một loài thực vật có hoa trong họ Lan. Loài này được (A.Rich. & Galeotti) Hamer & Garay mô tả khoa học đầu tiên năm 1974.